# Tiñana
Tiñana és una parròquia del conceyu asturià de Siero. Té una superfície de 6,89 km² on viuen 927 habitants (INE, 2008) repartits entre els pobles de Fueyo, Fonciello, Fozana, Meres i San Xuan Obispo. No hi ha cap nucli de població que s'anomene de manera oficial Tiñana, encara que el lloc on es troba l'església parroquial si que es coneix per eixe nom. El temple, del segle xviii, conserva alguna resta romànica. Està dedicada a la Mare de Déu de la Visitació, encara que hui en dia rep el nom de Santa Maria de Tiñana. És una parròquia coneguda pel gran nombre de llagares que hi ha, sent freqüents les espiches a la zona. A la parròquia també hi ha un castro, el de Castiello.